# Кеті Бейкер
Кеті Віттон Бейкер (англ. Kathy Baker, нар. 8 червня 1950, Мідленд, Техас, США) — американська акторка.

## Біографія
Кетрін Віттон Бейкер народилася 1950 року в Техасі в сім'ї француженки та американського геолога. Її дитинство пройшло в Нью-Мексико, де вона виховувалася в традиціях квакерів. На початку 1970-х років вона вивчала акторську майстерність у Каліфорнійському інституті мистецтв, а в 1977 році здобула ступінь бакалавра в Каліфорнійському університеті в Берклі, де вивчала французьку мову.
Бейкер дебютувала у кіно у 1983 році з невеликої ролі у фільмі «Справжні чоловіки». У 1980-ті роки вона знялася ще в кількох фільмах, в тому числі в картинах «Вуличний хлопець» (1987) і «Батько» (1989), а найбільшого успіху і визнання досягла в 1990-і роки. Протягом усього десятиліття вона активно знімалася в кіно і на телебаченні. З її кіноробіт найбільш відомими стали фільми «Едвард Руки-ножиці» (1990), «Містер Фрост» (1990), «Дженніфер-вісім» (1992), «Скажений пес і Глорія» (1993) та «Правила виноробів» (1999). На телебаченні найбільш помітною стала її роль в серіалі «Застава фехтувальників», яка принесла їй «Золотий глобус» і три премії «Еммі».
У 2000-ті роки Бейкер з'явилася у фільмах «Жіночі таємниці» (2000), «Скляний будинок» (2001), «Холодна гора» (2003), «Із 13 в 30» (2004), «Все королівське військо» (2006) «Життя по Джейн Остін» (2007), а також в серіалах «Частини тіла», «Дівчата Гілмор» і «Анатомія Грей».
Нині Кеті Бейкер живе в Південній Каліфорнії з другим чоловіком, продюсером Стівеном Робманом.

## Фільмографія
- Справжні чоловіки (1983)
- Батько (1989)
- Стилет (1989)
- Едвард Руки-ножиці (1990)
- Містер Фрост (1990)
- Стаття 99 (1992)
- Дорога, я збільшив дитину (1992)
- Дженніфер 8 (1992)
- Застава фехтувальників (телесеріал, 1992—1996)
- Скажений пес і Глорія (1993)
- Еллі Макбіл (телесеріал, 1997)
- Вигадане життя Ебботів (1997)
- Правила виноробів (1999)
- Жіночі таємниці (1999)
- Сезон чудес (1999)
- Скляний будинок (2001)
- Холодна гора (2003)
- Із 13 в 30 (2004)
- Монк (телесеріал, 2004)
- Частини тіла (телесеріал) (2005)
- Дев'ять життів (2005)
- Медіум (телесеріал) (2005—2010)
- Все королівське військо (2006)
- Життя по Джейн Остін (2008)
- Закон і порядок: Спеціальний корпус (телесеріал, 2007)
- Дівчата Гілмор (телесеріал, (2007)
- Останній шанс Харві (2008)
- Закон і порядок. Злочинний намір (телесеріал, 2009)
- Закон і порядок (телесеріал, 2010)
- Укриття (2011)
- Обличчям до стіни (телесеріал) (2011)
- Криміналісти: мислити як злочинець (телесеріал, 2011)
- Порятунок містера Бенкса (2013)
- Вік Адалін (2015)
- Колонія (телесеріал, 2016)
- Балада про Левті Брауна (2017)
- Очима собаки (2019)
- Любов — це любов — це любов (2020)

## Нагороди
- «Золотий глобус»

1993 — «Найкраща акторка в драматичному серіалі» («Застава фехтувальників»)
- «Еммі»

1993 — «Найкраща акторка в драматичному серіалі» («Застава фехтувальників»)
1995 — «Найкраща акторка в драматичному серіалі» («Застава фехтувальників»)
1996 — «Найкраща акторка в драматичному серіалі» («Застава фехтувальників»)